# اگزالات

ساختار آنیون اگزالات

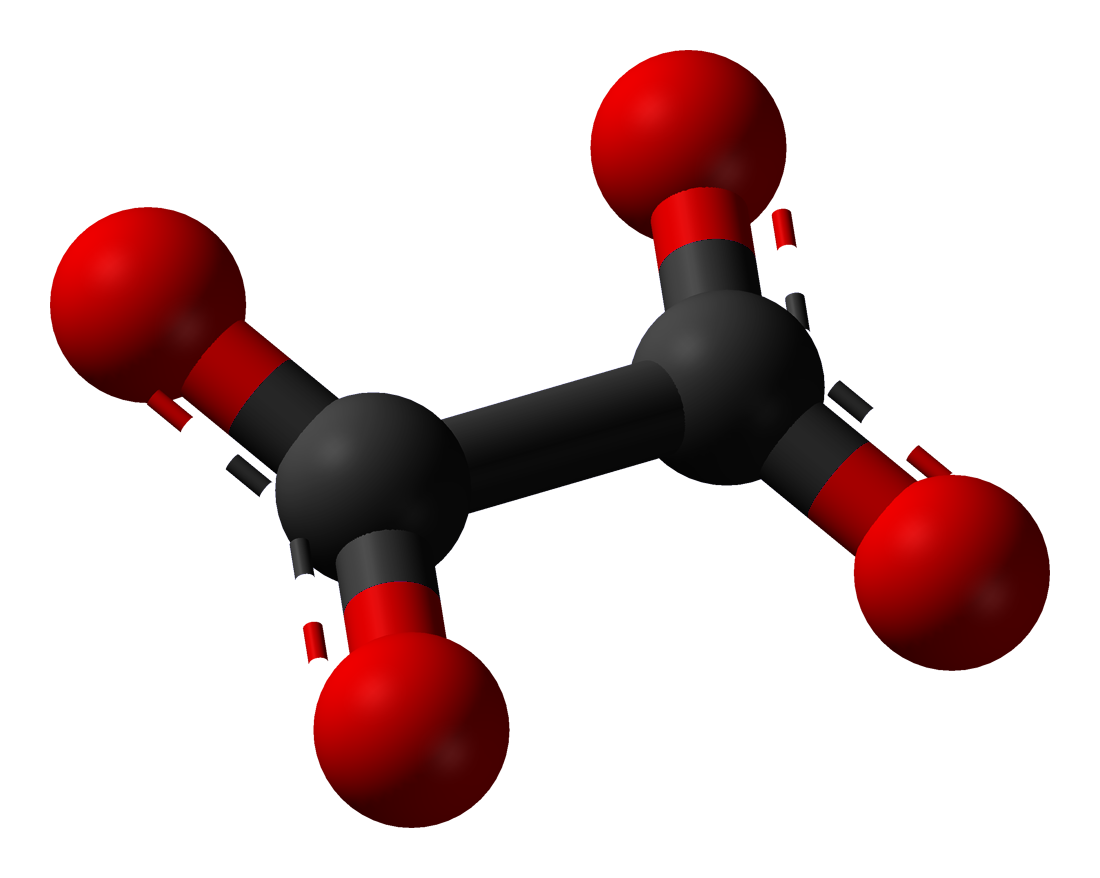
ساختار سه‌بعدی توپی از اگزالات

اگزالات (به انگلیسی: Oxalate) یا اکسالات یک دی‌آنیون با فرمول شیمیایی C2O42−, است که همچنین نوشته میشود (COO)22−. این ترکیب در واقع آنیون اسید اگزالیک است. برخی از داروها به صورت اگزالات تولید می شوند. مانند اس سیتالوپرام
انواع مختلفی از ترکیبات اگزالات وجود دارند: کلسیم اگزالات، اگزالات باریم، اسید مالیک، پتاسیم فری‌اگزالات و آمونیوم اگزالات.